# Relux
Relux ist eine von der Relux Informatik AG entwickelte 3D-Grafiksoftware, die schwerpunktmäßig der professionellen Lichtplanung im Innen- und Außenbereich dient.
Zahlreiche Hersteller von Lampen und Leuchten bieten Plug-ins an. Über diese lassen sich die Leuchten detailgetreu durch hinterlegte 3D-Modelle einfügen und darstellen. Die entsprechenden Charakteristika wie Abstrahlverhalten sind ebenfalls hinterlegt. Um diese Daten so aufbereitet anzubieten, zahlen die teilnehmenden Hersteller eine Mitgliedschafts-Gebühr. Dies finanziert das Programm, den Support und ermöglicht zugleich die kostenfreie Bereitstellung an die Anwender.

## Funktionsumfang von Relux
Nach Start der Lichtberechnungs-Software wird zunächst festgelegt, welche Art von Beleuchtungsszene berechnet werden soll. Zur Auswahl stehen Innenräume, Außenräume sowie Straßenbeleuchtung. Mit Relux lassen sich unter anderem Energiebewertungen nach DIN 18599 und EN 15193 sowie die Planung von Notbeleuchtung nach DIN EN 1838 durchführen. Über den integrierten Ray-Tracer lassen sich die erstellen Berechnungsszenen zudem rendern.
Die Berechnungsergebnisse werden auf verschiedene Arten ausgegeben. Unter anderem gibt es eine tabellarische Darstellung der Beleuchtungsstärken je Bewertungsfläche, eine Leuchtdichte-Ansicht in 3D, die einen ersten Eindruck der Lichtverteilung im Raum liefert sowie eine zusammengestellte Übersicht je Bewertungsfläche. Diese zeigt die Verteilung der Beleuchtungsstärke in Falschfarben sowie die relevanten Werte wie die mittlere Beleuchtungsstärke auf Höhe der Bewertungsfläche (Em) und die Gleichmäßigkeit U0 an. Die Berechnungsergebnisse lassen sich aufbereitet als PDF ausgeben oder wahlweise direkt drucken. Die Erstellung eines Deckblattes, der Ausgabe der Leuchtendatenblätter sowie das Einbinden eines Firmenlogos sind dabei einfach möglich.

### Innenräume
Für Innenräume werden zu Beginn die Grunddaten (Maße, Lage der Bewertungsflächen u. a.) für den zu berechnenden Raum abgefragt. Die hier eingegebenen Angaben lassen sich zu jedem späteren Zeitpunkt erneut ändern. Es lassen sich sowohl CAD-Pläne wie auch Hintergrundgrafiken hinterlegen und skalieren, um eine detailliertere Planungsgrundlage zur Verfügung zu haben. Über einen Auswahldialog lassen sich Leuchten zum Projekt hinzufügen. Dabei stehen nicht nur die Daten der Relux-Mitglieder zur Verfügung, es können auch Leuchtendaten in Form von EULUMDAT bzw. IES-Dateien eingefügt werden. Diesen fehlt lediglich das 3D-Modell sowie die ergänzenden Grafiken. Die Funktionalität ist genauso gewährleistet. Des Weiteren sind die Räume einfach um beliebige 3D-Objekte sowie um Grundelemente wie Türen und Fenster zu erweitern.
Nachteilig ist, dass immer nur ein Raum pro Szene möglich ist. Für jeden weiteren Raum ist eine neue Szene zu erstellen, was eine schnelle Gegenüberstellung auch etwas erschwert.
Vor Beginn der Berechnung wird der Wartungsfaktor abgefragt, der als Minderungsfaktor grundsätzlich korrekt zu bestimmen und zu berücksichtigen ist, um normgerecht zu beleuchten. Für Innenräume sind dabei vorrangig die Werte der DIN EN 12464-1 von Bedeutung.

### Außenräume

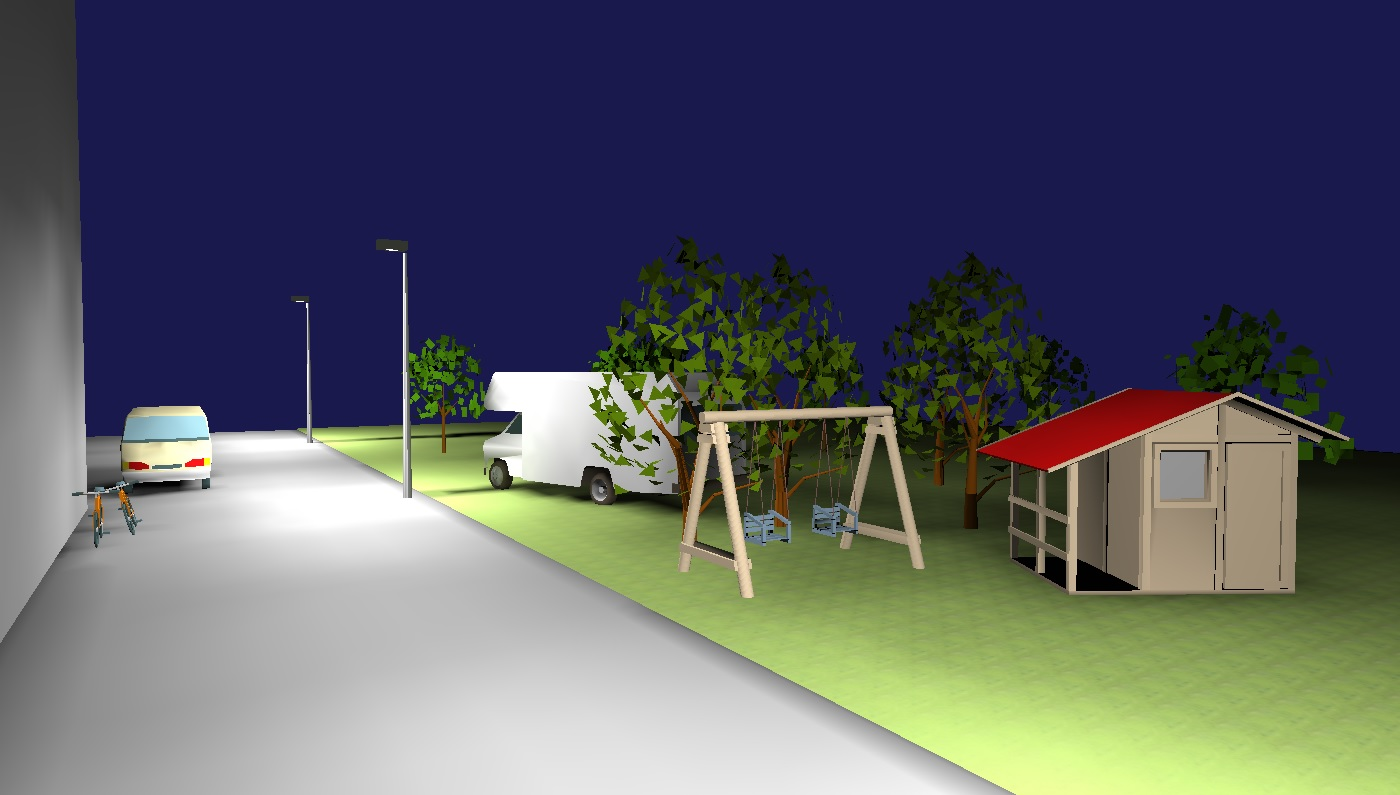
Mit Relux erstelle Außenszene

Bei Außenräumen startet man auf einer planen Ebene, deren Größe zu Beginn festgelegt wird. Wie bei Innenräumen schon, lassen sich diese Szenen mit einem CAD-Plan bzw. einer Hintergrundgrafik hinterlegen. Gerade bei Außenräumen bietet es sich zur Veranschaulichung an, 3D-Objekte wie Autos, Bäume und dergleichen einzufügen und zu platzieren. Anschließend werden die gewünschten Leuchten importiert und platziert. Bei Außenszenen gibt es dabei die Möglichkeit Kombinationsleuchten zu erstellen. Dabei wird eine Leuchte um z. B. einen Mast oder einen Wandausleger ergänzt, damit der Leuchtenkopf nicht in der Luft schwebt.
Auch hier ist die Festlegung eines Wartungsfaktors obligatorisch. Die Werte, die hier zu beachten sind, stammen unter anderem aus der DIN EN 12464-2.

### Straßenmodelle
Straßenmodelle können im Gegensatz zu den beiden anderen Szenarien nicht um Objekte ergänzt werden, sondern stellen lediglich einen linearen Straßenzug dar, der um die Leuchten ergänzt wird. Für die Darstellung ist es möglich, wie bei Außenszenen Kombinationsleuchten zu erstellen. Für die Beleuchtung von Straßen, insbesondere solchen mit höheren Fahrtgeschwindigkeiten müssen zusätzliche Grenzwerte wie die Schwellenwerterhöhung (TI) betrachtet werden. Das lineare Straßenmodell ist daher die einzige Möglichkeit, Straßen normgerecht nach DIN EN 13201-1 zu berechnen, da den anderen Szenen die Möglichkeit fehlt, diese Grenzwerte zu berücksichtigen.

## Bezugsquellen
Die Software kann über die Webseite des Herstellers kostenfrei bezogen werden. Bei der Verwendung von Leuchten der Hersteller, die nicht Relux-Mitglieder sind, wird auf jeder Seite entsprechende Wasserzeichen dargestellt. Um es zu vermeiden, muss ReluxThirdParty Lizenz gekauft werden. 
Neben der Freeware ReluxDesktop gibt es einige kostenpflichtige Programme (u. a. ReluxTunnel), die aus Lizenzgründen und zur Wahrung des Kopierschutzes einen USB-Dongle zur Laufzeit überprüfen.